# Carl Heinrich von Wedel

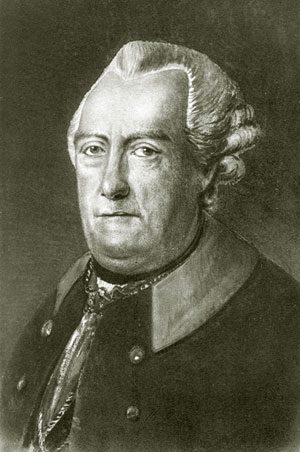
Carl Heinrich von Wedel

Carl Heinrich von Wedel (* 12. Juli 1712 in Göritz; † 2. April 1782 ebenda) war preußischer Generalleutnant und Kriegsminister.

## Biographie
Die Adelsfamilie Wedel gehört dem pommerschen Uradel an. Sein Vater Georg Wilhelm (* 1661; † 13. Juli 1731) war Landrat der Uckermark, Obergerichtsdirektor und Erbherr auf Göritz, seine Mutter war Marie Salome von Eickstedt († 1731) aus dem Haus Eichstedt. Mit fünfzehn Jahren ging Wedel zum preußischen Militär und trat als Gefreiterkorporal in das Leibregiment des Königs (Nr. 6) ein. 1730 erfolgte die Beförderung zum Fähnrich, am 1. März 1735 zum Secondelieutenant. Kurz nach seinem Regierungsantritt machte Friedrich II. ihn am 23. Juni 1740 zum Kapitän und Kompaniechef im Grenadier-Garde Bataillon (Nr. 6).
Wedel nahm sowohl am Ersten als auch am Zweiten Schlesischen Krieg teil, sein Regiment war jedoch an keiner Schlacht beteiligt. Trotzdem erhielt Wedel am 14. August 1743 die Beförderung zum Major. Er kam zum Infanterie-Regiment von Kleist (Nr. 26), dem er vierzehn Jahre angehören sollte. In der Schlacht bei Soor 1745 wurde er verwundet.
Die Beförderung zum Oberstleutnant erfolgte am 8. September 1751, mit dem Pour le Mérite wurde Wedel für seine bisherigen Verdienste am 31. Mai 1752 geehrt (Schlacht bei Chotusitz). Nach dem Vorsitz im Kriegsgerichtsprozess gegen Kapitän Ernst Joachim von Virgin machte der König ihn am 17. Juni 1755 zum Oberst.
1756 zog Wedel mit seinem Regiment in den Siebenjährigen Krieg. Die erste Schlachterfahrung war für ihn das Treffen bei Prag am 6. Mai 1757. Sechs Tage später wurde er zum Regimentskommandeur ernannt. An der Schlacht bei Roßbach nahm er zwar teil, kam aber kaum zum Kampf. Bei Leuthen füllte sein Regiment seine Schlüsselrolle bei dem schwierigen Rechtsabmarsch am rechten Flügel derart gut aus, dass vierzehn Regimentsangehörigen drei Tage später der Pour le Mérite verliehen wurde.
Am 5. Januar 1758 übernahm Wedel das Infanterie-Regiment von Schultze (Nr. 29), drei Wochen später wechselte er jedoch zur Chefstelle seines alten Regiments. Im Frühjahr kam er zum Belagerungskorps vor Olmütz. Die Angriffe Laudons konnte Wedel am 20. Juni bei Littau und am 28. Juni bei Gundersdorf zurückschlagen. Im September wurde ihm ein Korps übertragen, um die Uckermark von den Schweden zu befreien. Wedel meisterte die Aufgabe bis zum Oktober. Ende des Jahres trieb er in Zerbst, Bernburg und Dessau Rekruten, Geld sowie Pferde ein.
Friedrich II. beförderte Wedel am 22. Februar 1759 zum Generalleutnant. Im Juli übertrug er ihm den Oberbefehl über das Korps Dohna und ernannte ihn am 20. Juli zum „Diktator“: Er solle bei der Armee das sein, „was ein Dictator bei der Römer Zeiten vorstellte“.
Die königlichen Befehle trieben Wedel dann zum Angriff auf die doppelt überlegenen Russen; die Schlacht bei Kay ging für die Preußen verloren. Bei Kunersdorf wurde Wedel schwer verwundet. Gesundheitliche Probleme zwangen ihn 1760 in einen längeren Urlaub.

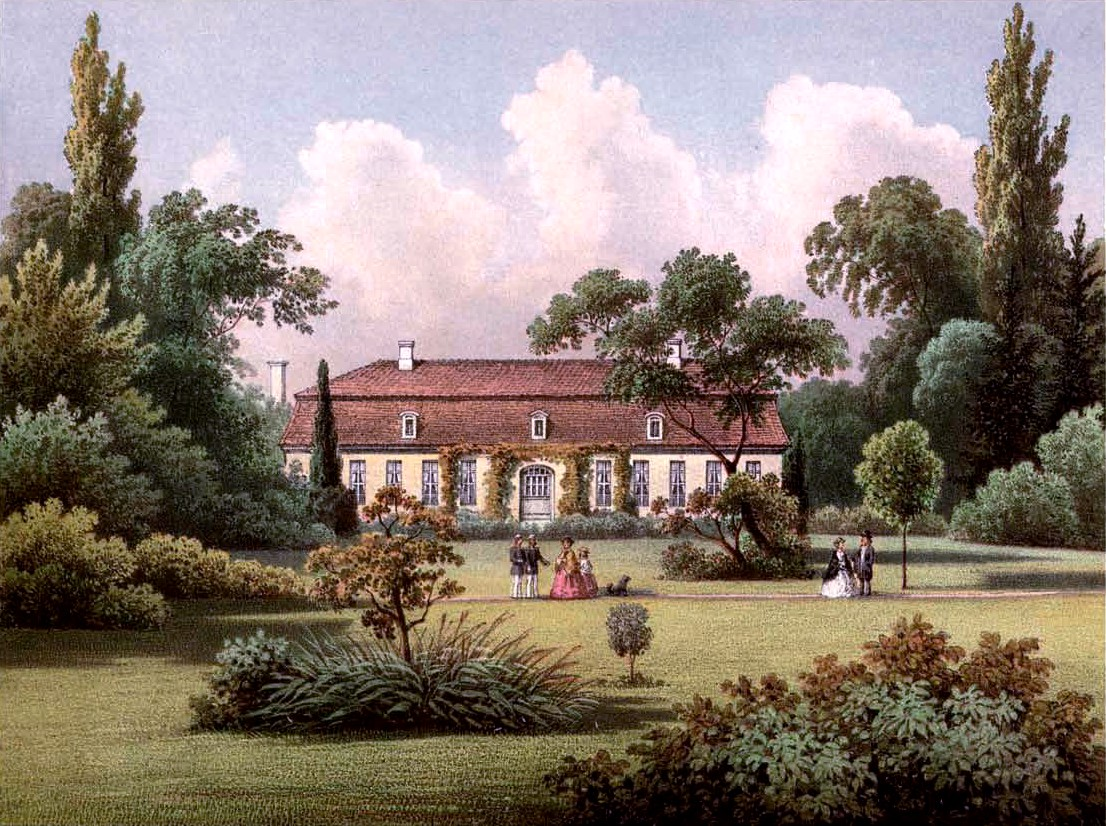
Gut Göritz, Uckermark, 1862/63 nach Alexander Duncker

Nach dem Tod des Ministers von Katte übertrug ihm der König am 11. Dezember die Geschäfte der Heeresverwaltung. Am 27. Januar 1761 bekam Wedel das Amt des ersten Kriegsministers, dem das Magazin- und Proviantwesen, Marsch- und Einquartierungssachen sowie das Militärwaisenhaus unterstanden. Nach dem Ende des Siebenjährigen Kriegs ordnete er 1763 das Kantonwesen, die Fourage, den Kasernenbau, das Serviswesen der Städte und die Einkünfte der Kapitäne neu. Zudem leitete Wedel die Untersuchungen gegen Finck wegen Maxen und 1777 gegen General von Reitzenstein. Seinen Abschied nahm er am 4. September 1779 und zog sich auf sein Gut Göritz zurück.

## Familie
1747 nahm Wedel Friederike Auguste von Broecker (* 17. Februar 1731; † 23. Januar 1785) zur Frau. Aus der Ehe gingen vier Töchter und ein Sohn hervor, darunter:
- Caroline Friederike (* 19. Februar 1748; † 5. Juni 1780)[2] ⚭ 10. Februar 1768 Heinrich Wilhelm von Anhalt (1734–1801) Sohn von Wilhelm Gustav von Anhalt-Dessau
- Friederike Albertine (* 17. September 1751; † 8. Oktober 1825) ⚭ Karl Philipp von Anhalt (1732–1806) Sohn von Wilhelm Gustav von Anhalt-Dessau
- Ulrike Henriette (* 17. Januar 1753; † 20. April 1819) ⚭ 1744 mit George Samuel Wilhelm von Gersdorff (* 13. Mai 1744; † 21. Januar 1810), Landrat des Kreises Züllichau
- Karl Otto (* 26. August 1754; † 13. April 1834)